# Gidsfossiel

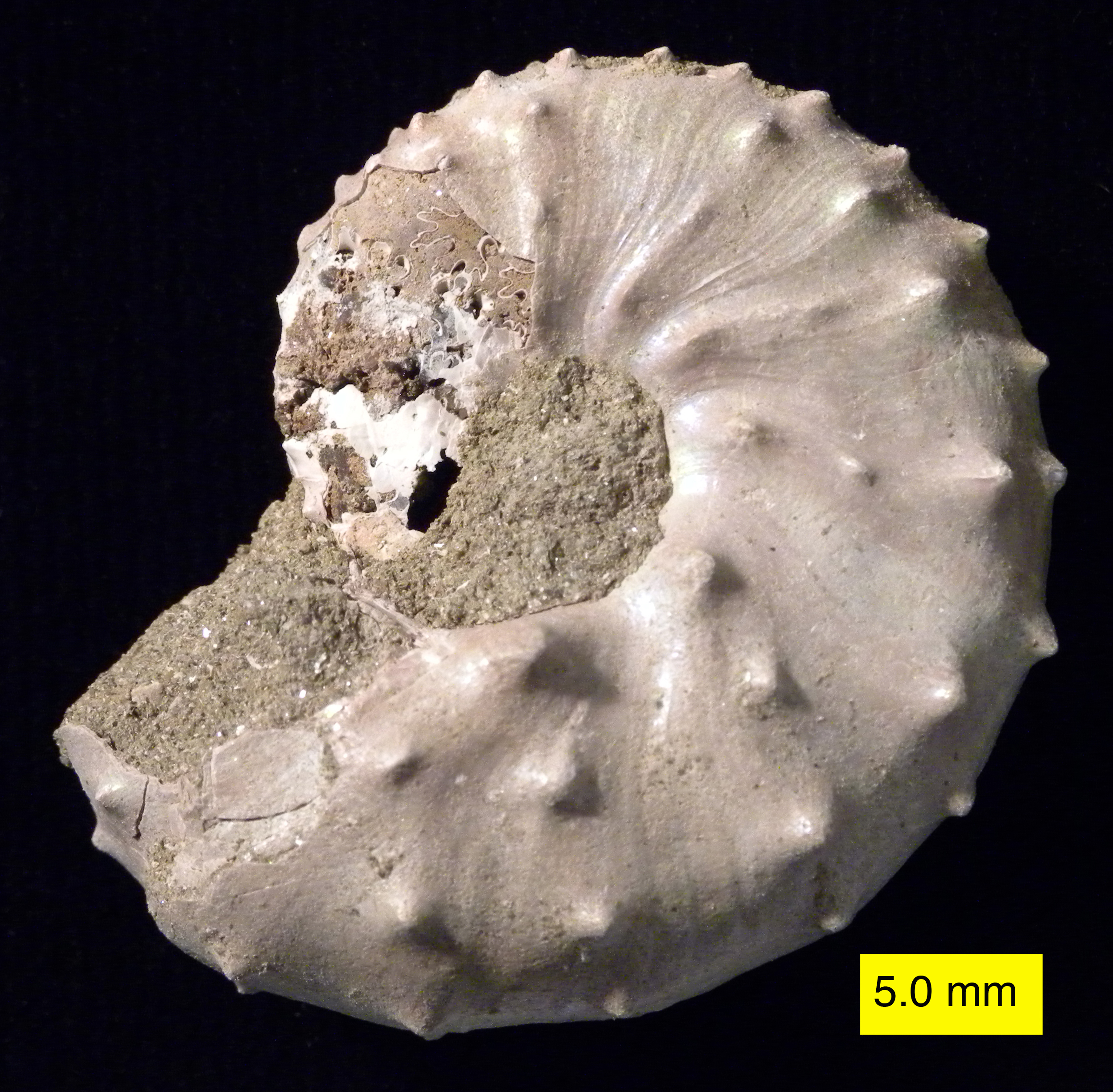
Ammoniet

Een gidsfossiel of indexfossiel is een fossiel dat gebruikt kan worden om een gesteentelaag te dateren. Het gebruik van gidsfossielen is gebaseerd op de aanname dat verschillende gesteentelagen die dezelfde fossielen bevatten in dezelfde periode zijn afgezet. Een goed gidsfossiel is makkelijk identificeerbaar en afkomstig van een diersoort of een plantensoort die een grote verspreiding kende gedurende een korte periode. Hoe korter een bepaalde soort leefde, hoe preciezer een gesteentelaag gedateerd kan worden.
Voor het Cambrium zijn trilobieten de belangrijkste gidsfossielen, voor het Ordovicium en het Siluur worden ook graptolieten gebruikt en voor de periode van het Devoon tot het Krijt vaak ammonieten.
Het principe van gidsfossielen werd begin 19e eeuw voor het eerst systematisch toegepast door de Britse geoloog William Smith. De Duitser Leopold von Buch was de eerste die het begrip beschreef en een naam gaf.